# Federación Anarquista Informal
La Federación Anarquista informal (FAI) (en italiano: Federazione Anarchica Informale) es una organización anarquista insurreccional. Ha sido descrita por fuentes de la inteligencia italiana como  una "estructura" horizontal de varios grupos anarquistas, unidos por sus creencias en la lucha armada. Los grupos que comprenden el FAI actúan de manera separada, y rara vez interactúan entre sí. El grupo tiene sus raíces en Italia, pero, desde entonces 2012, ha empezado organizando y ejecutando ataques en el Reino Unido y Grecia. El grupo es compatible con el anarquismo insurrecto, siendo opuesto al capitalismo, nacionalismo, y marxismo.

## Estructura
La organización está compuesta por los siguientes grupos:
- Amigxs de la Tierra FAI-FRI
- Brigada 20 de Julio
- Células Autónomas de Revolución Inmediata Práxedis G. Guerrero
- Célula Mariano Sánchez Añón
- Solidaridad internacional
- Cooperativa de fuego hecho a mano y artículos relacionados
- Grupo 22 de mayo
- Iniciativa Anarco-Insurreccionalista de Ofensiva y Solidaridad–Julio Chávez López[5][6]
- Célula de Revancha Mikhail Zhlobitsky[7][8]
- Círculo de Guerra Urbana Asimétrica
- Célula Santiago Maldonado[9]

Estos grupos representan facciones de la FAI. Más allá de la organización, cada grupo también ha forjado su propio conjunto de alianzas.
En 2012, un funcionario del carabinieri ROS afirmó que la inteligencia italiana había localizado las identidades de al menos cincuenta personas pertenecientes a la FAI, que ahora están escondidas.

## Historia

### Primeros ataques
El 27 de diciembre del 2003 presidente de la Comisión Europea, esto en la residencia de Romano Prodi en Bolonia, escapó ileso después de que un paquete bomba detonase parcialmente, pero no hubo explosiones, y un grupo anarquista reclamó el ataque. Esta acción, a la que siguió el envío de otros sobres incendiarios a las sedes de Europol y Eurojust, al presidente del Banco Central Europeo y a varios eurodiputados. Fuentes de la fiscalía de Bolonia dijeron que los paquetes enviados por correo a Trichet, Europol y Eurojust contenían libros y fotocopias de un folleto de la Federación Anarquista Informal. El panfleto describía al grupo italiano y hablaba de su "Operación Santa Claus". Tras el atentado de diciembre contra el político italiano Romano Prodi, la FAI envió una carta al diario La Repubblica diciendo que se oponía a la Unión Europea y afirmando que el atentado se llevó a cabo "para que el cerdo sepa que las maniobras apenas han empezado a acercarse. él y otros como él. Del 28 al 30 de diciembre la Federación Anárquica Informal (FAI) envió varias carta bomba, comenzando por la dirigida a la sede de la organización policial europea (Europol), en la oficina del director Jurgen Storbeck, esto en la ciudad de La Haya. La bomba, tenía el tamaño y la forma de un libro, y fue desactivada por expertos militares holandeses, sin herir a nadie. La segunda carta bomba dirigida a las oficinas del Banco Central Europeo en Frankfurt, Alemania, Jean-Claude Trichet. La carta fue descubierta en la sala de correo del BCE al mediodía cuando los empleados notaron "electrodomésticos" en la carta, que, según la policía, "justificaron la sospecha de que contenía un artefacto explosivo o incendiario". La última carta bomba hallada fue un paquete que fue interceptado por las autoridades y que iba dirigido a la sede de Eurojust.
Tras más de un año de inactividad, el 1 de marzo del 2005, dos bombas estallaron en Milán y otra más en Génova, ambas cerca de un cuartel de Carabinieri con una diferencia de 30 minutos entre sí. Los dispositivos eran pequeños explosivos caseros que habían sido colocados en botes de basura. Nadie resultó herido en ninguna de las explosiones. Las autoridades italianas creían que las bombas estaban hechas de ollas a presión llenas de clorato y conectadas a baterías de 12 voltios. Aunque nadie resultó herido en las explosiones, el cuartel de la policía sufrió algunos daños menores. El ataque fue clamado por la célula Cooperativa de artesanos de fuego y afines (ocasionalmente espectacular).
4 de julio del 2006 Una carta bomba entregada a una comisaría de policía en Turín, explotó e hirió a una mujer policía. La denominada Federación Anarquista Informal se atribuyó la responsabilidad del ataque. Meses después el 4 de julio se envió una carta bomba a Torino Cronaca en la misma ciudad. El editor en jefe resultó herido cuando abrió la bomba. Dos días después se intercepta otra carta bomba que iba a las oficinas de Coema y al día siguiente se intercepta otra dirigida al alcalde de la ciudad Sergio Chiamparino. La FAI se atribuyó la responsabilidad de las cartas bomba.
El 21 de diciembre de 2006 el grupo se atribuyó la responsabilidad de una campaña de bombas contra varias instituciones de la Unión Europea. Había declarado apuntar «al aparato de control que es represivo y que lidera el espectáculo democrático que es el nuevo orden europeo». Para abordar la situación, se emitió una orden para detener todos los paquetes dirigidos a los organismos de la UE desde las oficinas de correos en la región de Emilia-Romaña. Fuentes de la oficina del fiscal en Bolonia dijeron que los paquetes enviados por correo a Trichet, Europol y Eurojust contenían libros y fotocopias de un folleto de la Federación Anarquista Informal.
Después de algunos años de inactividad el 15 de diciembre del 2009 una carta bomba explota prematuramente en las oficinas del instituto de migración en la ciudad de Gorizia, Friuli-Venecia Julia. Al día siguiente un paquete bomba detono en las instalaciones de la Universidad Bocconi, en la ciudad de Milán, sin dejar heridos.

### Incremento de actividad

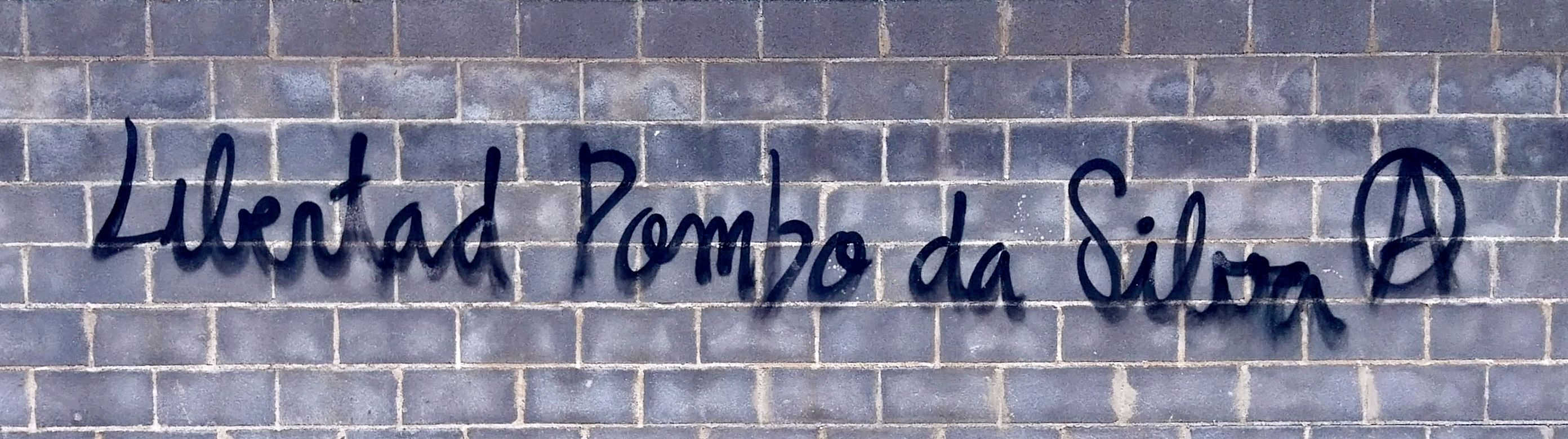
Pintada en favor del un miembro de la FAI en Miranda de Ebro (Burgos)

El 27 de marzo del 2010, una carta bomba que contenía amenazas contra el ministro del Interior, Roberto Maroni, explotó en una oficina de correos. Un trabajador postal, Pietro De Simone, de 56 años, resultó herido por la explosión. Se desconoce si el ataque causó daños materiales. La célula Hermanas en Armas-Núcleo Mauricio Morales/FAI se atribuyó la responsabilidad del ataque. En el mismo día servicio postal de Italia interceptó una carta amenazante que contenía una bala dirigida al Primer Ministro Silvio Berlusconi. El viernes se descubrió un sobre grande que contenía una carta dirigida a Berlusconi con la amenaza «acabarás como una rata» en una oficina de correos en el suburbio de Libate de la ciudad norteña de Milán. El 9 de abril de 2013, el grupo envió a las oficinas de La Stampa un artefacto explosivo que no detonó.  El 23 de diciembre de 2010, la Federación Anarquista Informal reclamó el crédito por la explosión de paquetes dirigidos a las embajadas suiza y chilena en Roma, aunque muchas fuentes de noticias informaron erróneamente que otro grupo, la Federación Anarquista Italiana, negó la responsabilidad de las bombas de correo. Otros paquetes bombas fueron descubiertas hasta el 27 de diciembre, esto por las vacaciones de Navidad. llegó a la embajada el viernes, pero no se abrió debido a las vacaciones de Navidad. Una batería defectuosa o con poca carga impidió que la bomba detonase.
El 29 de diciembre del 2010 dos pequeños artefactos explosivos improvisados detonaron frente a la sede política del partido, de ultraderecha, Liga Norte. El edificio y algunos muebles resultaron dañados, pero no se informó de heridos.
El 31 de marzo de 2011, tres  paquetes bomba de correo explotaron en la sede Olten de Swissnuclear, la asociación suiza de la industria nuclear, hiriendo a dos personas y la segunda en una base militar en Toscana, hiriendo gravemente al teniente coronel Alessandro Albamonte. Según los fiscales, una carta entregada con la bomba reivindicaba la responsabilidad en nombre de la FAI. Una paquete bomba fue enviado a, Josef Ackermann, jefe ejecutivo de Deutsche Bank, en Frankfurt am Main, siendo interceptado el 7 de diciembre del 2011. Dos días después una carta bomba detono en unas oficinas de recolección de impuestos llamadas "Equitalia", esto en la ciudad de Roma, en la región de Lacio. El paquete fue abierto por el director de la oficina llamado Maco Cucagna, siendo el único herido por el ataque. El 12 de diciembre un paquete bomba dirigido al Embajador de Grecia en Francia fue descubierto en la Embajada de Grecia en París. El paquete, que no incluía un remitente pero que parecía provenir de Italia, contenía un explosivo de baja potencia que fue detonado por expertos franceses en bombas en condiciones controladas. Aunque ningún grupo se ha atribuido la responsabilidad del intento de ataque, las autoridades creen que el incidente está relacionado con una serie de paquetes bomba y cartas amenazadoras enviadas a funcionarios italianos y a un banquero alemán por las FAI/FRI. La avalancha de bombardeos por correo parece haberse llevado a cabo en respuesta a la adopción de medidas de austeridad económica por parte de los Estados miembros de la zona euro.
El 12 de abril del 2012 un sujeto atacó un mástil de comunicaciones en Dundry Lane en la localidad de Bath, ciudad de Bristol, Inglaterra. No hubo heridos en el ataque; sin embargo, los servicios de televisión, radio y telefonía móvil se interrumpieron para aproximadamente 80,000 residentes. La policía arrestó a una persona en relación con el ataque. La Federación Anarquista Informal se atribuyó la responsabilidad del incidente en una publicación en línea.
En mayo de 2012, un grupo que se cree está poco relacionado con la FAI se atribuyó la responsabilidad de un ataque armado a Roberto Adinolfi, un ejecutivo italiano de una compañía nuclear. El tiroteo (y las continuas amenazas contra la agencia de recaudación de impuestos estatal italiana) llevaron a la ministra del Interior italiano Anna Maria Cancellieri a asignar 18,000 policías a los detalles de seguridad.
El 11 de mayo de 2012, el Olga Nucleus de la federación anarquista informal se atribuyó, después de una semana, el tallo perpetrado contra Roberto Adinolfi, director gerente del Ansaldo Nucleare de Génova, acusado de haber favorecido el regreso de la energía nuclear a Italia. Para el tallo del CEO de Ansaldo Nucleare, Roberto Adinolfi, hubo numerosos reclamos atribuibles a tres pistas diferentes: el viejo brigadista, el anarcoinsurreccionista y el "comercial", vinculados a los intereses de la compañía en Europa del Este. Las fuentes de seguridad consideraron que solo el Núcleo Olga es probable culpable.
El 13 de junio de 2012, el ROS italiano llevó a cabo redadas contra cuarenta personas, arrestó a ocho en Italia y envió dos órdenes de arresto para personas ya encarceladas en Alemania y Suiza, Gabriel Pombo Da Silva y Marco Camenisch, también como realizar múltiples interrogatorios, algunos de los cuales estaban relacionados con Conspiración de los Núcleos de Fuego. El mismo día, pero en Concepción, Chile, un artefacto explosivo detona cerca de la 1 a. m. en una sucursal de Banco Itaú, en el centro de Concepción. El ataque deja leves daños materiales, siendo reivindicado por la Célula Ilegal Daniel Riquelme Ruiz. Cerca de un año después la Célula Antiautoritaria Insurreccional Panagiotis Argyrou clamó un ataque incendiario que dejó leves daños a un edificio de Gendarmería de Santiago.

## Actividad Internacional
Aunque la Federación Anarquista Informal en Italia ha existido durante algún tiempo, en los últimos años varios grupos de todo el mundo han utilizado el apodo para reclamar la responsabilidad de sus propios ataques contra el gobierno y los objetivos corporativos, incluido el incendio provocado en Rusia, Argentina, y el Reino Unido. En mayo de 2012, la FAI en el Reino Unido anunció su intención de "paralizar la economía nacional" durante los Juegos Olímpicos de 2012 en Londres.  Esta advertencia siguió a un ataque del grupo británico FAI del 22 de mayo en las líneas de tren fuera de Bristol que logró interrumpir el sistema ferroviario, y un incendio provocado contra el Lord Mayor de Bristol, Geoff Gollop.
El 22 de mayo del 2012 la célula "Núcleo de Individualidades Iconoclastas Bruno Fillipi", clamó un ataque con explosivos contra una fuente de energía eléctrica en un embotelladora Coca-Cola en Guayaquil. Días después, el 30 de mayo, cuatro jóvenes bolivianos fueron arrestados en relación con un ataque de dinamita contra un cuartel militar boliviano y el bombardeo de un concesionario de automóviles, ambos incidentes fueron perpetrados por la Célula Anárquica Por la Solidaridad Revolucionaria/FAI adjudicandose a ambos incidentes. Hacía junio del 2013 seis vehículos pertenecientes a la Agencia de Fronteras del Reino Unido fueron incendiados en un polígono industrial en Bristol, y la FAI luego se atribuyó la responsabilidad en un comunicado enviado a la revista Insurrectionalista 325. El 7 de junio del 2013 miembros de las bandas de la Consciencia FAI-FRI,el Núcleo Sole-Baleno y la Conspiración de las Células de Fuego clamaron un ataque con explosivos al automóvil de María Stefi, directora de la prisión de máxima seguridad de Korydallos, explosión que dejó a una mujer (la directora) con heridas leves.
Durante una sesión informativa de seguridad sobre la FAI, un funcionario de inteligencia italiano citó a Grecia, España, México y Chile como otros países en los que la FAI estaba extendiendo redes. Las similitudes en ideología entre la FAI italiana y un grupo mexicano involucrado en un bombardeo de paquetes que hirió gravemente a dos nanotecnología investigadores se han observado en otros lugares. Además, la Federación Anarquista Informal tiene vínculos ideológicos con grupos anarquistas griegos. Las células de la FAI se nombraron en honor a Olga Economidou, un miembro actualmente encarcelado de Conspiración de los Núcleos de Fuego, y Lambros Foundas, un miembro de Lucha Revolucionaria que murió en un tiroteo con la policía griega en 2010. Un documento de miembros encarcelados de CCF cita a la FAI italiana como inspiración para su propia actividad. En consecuencia, la FAI ha elogiado CCF, afirmando que "el proyecto de Conspiración, como el nuestro, se basa en la acción y los métodos de violencia revolucionaria". El 25 de noviembre de 2014, un grupo que se hacía llamar la Federación Anarquista Informal se atribuyó la responsabilidad de provocar incendios que destruyeron 5 automóviles de lujo en el suburbio de Long Ashton en Bristol. El 26 de febrero del 2016 se registra un ataque con explosivos se registró en una sucursal Santander, en la comuna de La Cisterna, Santiago, ocasionando daños materiales. Días después la Célula revolucionaria Paulino Scarfó clamó responsabilidad del ataque.
El 7 de abril un incendio se reportó en las obras de construcción de la Línea 6 del Metro de Santiago dejando daños materiales. Días después el Grupo Kapibara FAI/FRI clamaron responsabilidad del ataque. Un mes después un incendio se registró en una subestación de Chilectra, esto en la comuna de Las Condes, ocasionando que más de 40 000 clientes perdieran momentáneamente su servicio eléctrico en comunas de Las Condes, Providencia y Vitacura, dejando a más de 40,000 clientes sin electricidad por varias horas. Esta célula siguo siendo activa en meses posteriores.
El 23 de mayo del 2017 artefacto explosivo-incendiario detono en una agencia automotriz en Oaxaca de Juárez dejando como saldo dos vehículos con graves daños materiales, y descartando heridos. Días después la célula Individualidades Anárquicas Informales-FAI/FRI clamo responsabilidad del ataque. El 7 de diciembre de 2017, alrededor de las 05:30 a. m., se detonó una bomba contra la estación de policía del distrito de San Giovanni en Roma. La explosión no causa lesiones, solo daña la puerta. El ataque es reclamado por la FAI-Célula Santiago Maldonado. El 7 de junio del 2020 fueron arrestados siete miembros de la célula, esto en una casa okupa a las afueras de Roma. En octubre del 2020 seis militantes fueron imputados a sentencia inmediata, pero sin dar a conocer la sentencia.
El 30 de septiembre del 2020 las autoridades italianas interceptaron dos paquetes bomba al presidente de Confindustria Brescia Giuseppe Pasini y a la compañía SAPPe en Modena, clamando el Núcleo Mijaíl Zhlobitsky/FAI-FRI la responsabilidad del hecho. Las autoridades investigan el hecho como un "atentado terrorista".